# حسن گل‌نراقی
حسن گل‌نراقی (۱۳۰۰–۱۳۷۲) خوانندهٔ ایرانی است؛ که بیشتر به‌خاطر ترانه «مرا ببوس» معروف است.

## زندگی هنری

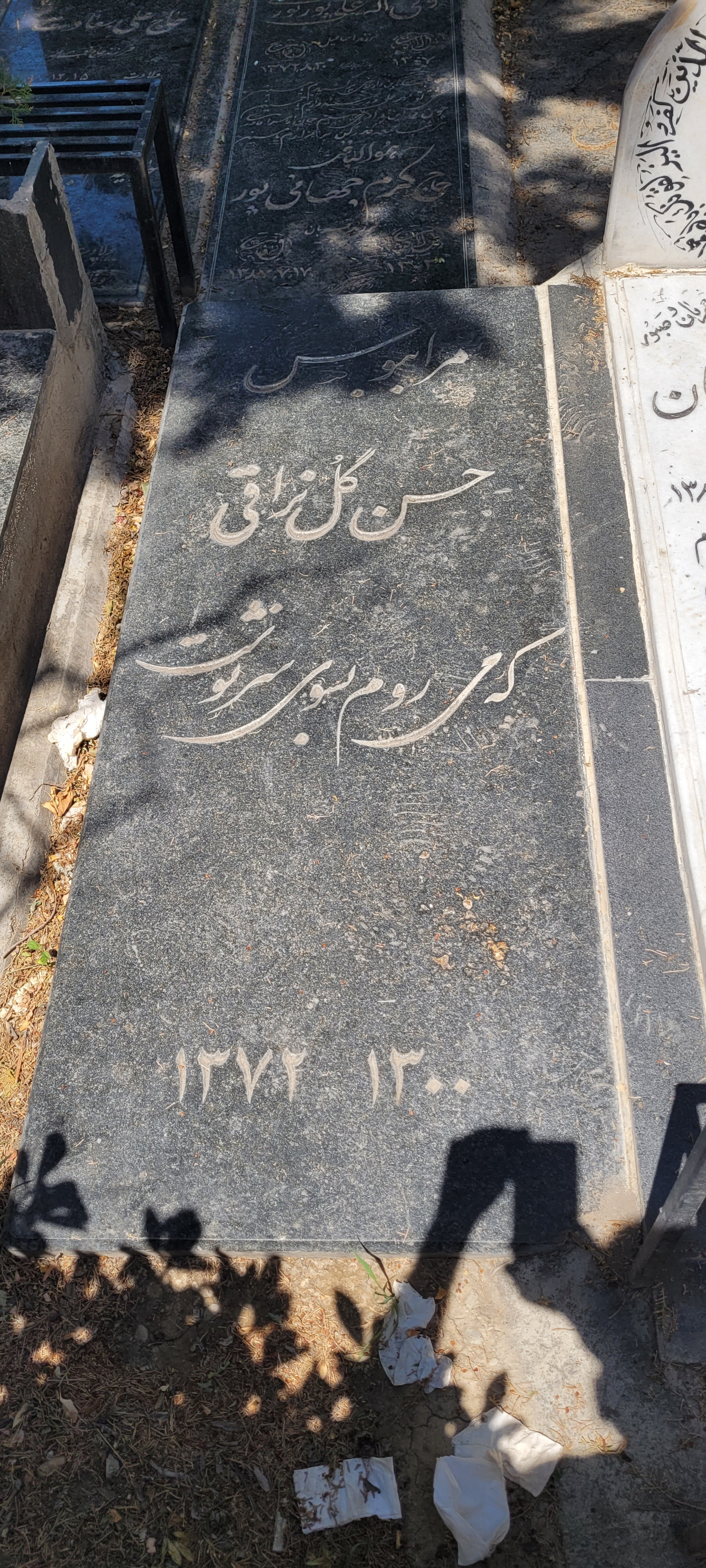
آرامگاه حسن گل‌نراقی

حسن گل‌نراقی بعد از تحصیلات متوسطه، به‌کار پدری خود که خریدوفروش بلور و چینی عتیقه بود پرداخت.
گل‌نراقی بیشتر به عنوان یک خواننده معروف است. ترانهٔ «مرا ببوس»، یکی از دو ترانه‌ای است که وی خوانده‌است. این ترانه از خاطره‌انگیزترین و پرشنونده‌ترین ترانه‌های ایرانی بوده‌است. یکی از علت‌های شهرت این ترانه تقارن آن با وقوع کودتای ۲۸ مرداد ۱۳۳۲ است که شعر غم‌انگیز آن را بر سر زبان میلیون‌های ایرانی آزرده از کودتا انداخت. دلیل دیگر سروده شدن شعر آن به وسیله حیدر رقابی است که از فعالان سیاسی دهه ۱۳۳۰ ایران بود.
موسیقی ترانه «مرا ببوس» را مجید وفادار ساخته و اجرای آن با ویولون پرویز یاحقی همراه بوده‌است. این ترانه ابتدا در فیلمی با هنرمندی ژاله علو استفاده شده و سپس به رادیو راه یافت.
گل‌نراقی در پایان عمر خود، گرفتار بیماری آلزایمر و تومور مغزی شد، و در مهر ماه سال ۱۳۷۲ در تهران درگذشت. حسن گل‌نراقی در گورستان قدیمی امامزاده طاهر واقع در مهرشهر کرج به خاک سپرده شد.